# 山倉村 (千葉県)
山倉村（やまくらむら）とは、千葉県香取郡にかつて存在した村である。香取市の地名として現存する。

## 地理
- 現在の香取市の南部、旧山田町の西部に位置する。
- 村域は台地と平地が入り組む谷戸が多い地形になっている。

## 歴史

### 沿革
- 1889年（明治22年）4月1日 - 町村制施行に伴い、新里村、桐谷村、小川村、鳩山村、大角村、山倉村が合併して香取郡山倉村が発足。
- 1954年（昭和29年）8月1日 - 山倉村は府馬町、八都村とともに合併し、山田町を新設。同日山倉村廃止。
- 2006年（平成18年）3月27日 - 山田町が佐原市、小見川町、栗源町とともに合併して香取市を新設。同日山田町廃止。

変遷表
| 1868年 以前 | 1868年 以前 | 明治22年 4月1日 | 昭和29年 8月1日 | 平成18年 3月27日 | 現在   |
| ----------- | ----------- | --------------- | --------------- | ---------------- | ------ |
|             | 新里村      | 山倉村          | 山田町          | 香取市           | 香取市 |
|             | 桐谷村      | 山倉村          | 山田町          | 香取市           | 香取市 |
|             | 小川村      | 山倉村          | 山田町          | 香取市           | 香取市 |
|             | 鳩山村      | 山倉村          | 山田町          | 香取市           | 香取市 |
|             | 大角村      | 山倉村          | 山田町          | 香取市           | 香取市 |
|             | 山倉村      | 山倉村          | 山田町          | 香取市           | 香取市 |

## 人口
総数 [単位： 人]
| 1891年（明治24年） | 3,005 |
| 1903年（明治36年） | 3,548 |
| 1920年（大正 9年） | 3,931 |
| 1930年（昭和 5年） | 4,115 |
| 1940年（昭和15年） | 4,432 |

## 名所・旧跡
- 山倉大神
- 観福寺